# Friedrich Koch (Baumeister)

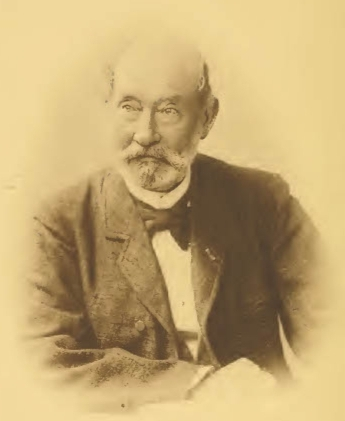
Friedrich Koch, 1880

Friedrich Johann Eduard Carl Koch, auch: Friedrich Eduard Koch (* 28. September 1817 in Sülze; † 2. November 1894 in Schwerin, begraben in Güstrow) war ein deutscher Architekt, Baubeamter und Naturforscher, der im Großherzogtum Mecklenburg-Schwerin tätig war.

## Geschichte
Friedrich Koch wurde als Sohn des Bürgermeisters der Stadt Sülze, August Ludwig Koch, geboren, der auch als Stadtrichter und später als Geheimer Amtsrat tätig war. Seine Mutter war Johanna Catharina Friederica, geborene Schaub. Väterlicherseits stammte er von (Johann) Friedrich (Theodor) Koch (1754–1827) ab, der als Oberamtmann und Inspektor der Saline in Bad Sülze wirkte und auch einer seiner Taufpaten war. Sein Großvater mütterlicherseits, Johannes Schaub, war der Oberbergrat der Saline Bad Sooden-Allendorf. Auch er war 1817 einer der Taufpaten.
Kochs gymnasiale Bildung nahm im Jahr 1830 an der Großen Stadtschule Rostock ihren Anfang. Nach dem erfolgreichen Bestehen des Abiturs im Jahr 1835 entschied sich Koch für eine Laufbahn im Baufach. Seine Ausbildung begann er als „Baueleve“ in Schwerin und wechselte 1837 zur Königlich Preußischen Akademie der Künste in Berlin.
Nach dem erfolgreichen Abschluss seiner Prüfung für den Staatsdienst im Jahr 1843 und der Ernennung zum Bauconducteur bewarb er sich um eine Anstellung bei der Bauleitung der Berlin-Hamburger Eisenbahn, wo er für die Spezialleitung einer Baustrecke von Friedrichsruh bis Bergedorf verantwortlich war. Während dieser Tätigkeit entdeckte er einige wichtige geologische Funde, die sein Interesse an der Naturkunde neu entfachten. Diese Entdeckungen führten zu einer Wiederbelebung seiner Studien in Geognosie und Petrefactenkunde. In den folgenden Jahren sammelte er zahlreiche Fossilien und geologische Proben und trat 1849 dem Verein der Freunde der Naturgeschichte in Mecklenburg bei. Sein Engagement in der Naturforschung und die Vernetzung mit renommierten Wissenschaftlern wie Ernst Boll und Louis Christian Heinrich Vortisch trugen maßgeblich zu seinen Studien bei.
Für das großherzogliche Ministerium der Finanzen, Abteilung Domänen und Forsten, war Koch 1858 zunächst als Baumeister in Doberan tätig. Ein Jahr später übernahm er die Verantwortung für Dargun. 1863 wurde er zum Landbaumeister ernannt und erhielt Unterstützung von Bauconducteur Ratsagg für die Domanialämter Güstrow-Rossewitz sowie Bützow-Rühn. Unter herzoglichem Befehl errichtete er unter anderem das Beamtenhaus für das Domanialamt Bützow-Rühn.
Durch seine langjährige Tätigkeit in der Prüfungskommission für Architekten blieb er stets mit der aktuellen Fachliteratur vertraut, was es ihm ermöglichte, verschiedene kunsthistorische Arbeiten in den Jahrbüchern des Vereins für mecklenburgische Geschichte und Altertumskunde zu veröffentlichen. Im Jahr 1885 verlieh ihm Großherzog Friedrich Franz III. den Titel eines Oberlandbaumeisters.
In Anerkennung seiner wissenschaftlichen Verdienste ernannte die philosophische Fakultät der Universität Rostock Koch im Jahre 1890 zum Dr. phil. Honoris causa. Der großherzogliche Baurat Koch, verstarb 1894 im Alter von 77 Jahren in Schwerin an Altersschwäche. Seine Beisetzung fand am 5. November in Güstrow statt.

## Familie
Am 18. März 1845 heiratete Koch in Rehna die Tochter des Arztes und Kreisphysikus Doktor Johann Heinrich Paul Böttcher zu Gadebusch, Theodora (Sophia Elisabeth) (1825–1889). Mit ihr hatte er zwei Töchter und vier Söhne. Von 1863 bis zu seiner Pensionierung im Jahr 1893 wohnte er in Güstrow, am Domplatz.

## Bauwerke
- 1864: Großherzogliches Erstes Beamtenhaus in Bützow.[11][12]

## Ehrungen
- 1868: Hausorden der Wendischen Krone (Mecklenburg-Schwerin), Verdienstkreuz in Gold
- 1890: Ehrendoktor der Universität Rostock

## Veröffentlichungen
- 1853: Beiträge zur Geognosie Mecklenburgs unter spezieller Berücksichtigung der südwestlichen Haide-Ebene und Darstellung der Verhältnisse unter denen daselbst der Gips zu Lübtheen auftritt.
- 1854: Die anstehenden turonischen Lager bei Brunshaupten. (Koch und Boll), Die Kalksteinlager bei Brunshaupten.
- 1855: Die geognostischen Verhältnisse der Umgegend von Karenz., Über den Septarienthon bei Konow.
- 1856: Die anstehenden Formationen der Gegend von Dömitz.
- 1860: Geognostische Skizze der Umgegend von Doberan unter spezieller Berücksichtigung des heiligen Dammes.
- 1861: Beiträge zur Kenntnis der norddeutschen Tertiär-Conchylien.
- 1866: Der Geheime Amtsrath A. L. Koch. (Digitalisat, S. 111)
- 1868: Die Ober-Oligocäne Fauna des Sternberger Gesteins. (Koch und Wiechmann)
- 1872: Die Molluskenfauna des Sternberger Gesteins in Mecklenburg. (Koch und Wiechmann)
- 1873: Was haben wir von einer geognostischen Untersuchung Mecklenburgs zu erwarten?
- 1874: Ueber das Vorkommen und die Bildungsweise der oberoligozänen Sternberger Kuchen., Ausbreitung des Kreidegebirgs in Mecklenburg.
- 1875: Ueber die Rissoen und Cardien der Ostsee (Digitalisat)
- 1876: Katalog der fossilen Einschlüsse des oberoligocänen Sternberger Gesteins in Mecklenburg.
- 1891: Zur Bau-Geschichte des Doms zu Güstrow. (Digitalisat)
- 1893: Ein Giebelhaus der Frührenaissance in Güstrow. (Digitalisat)

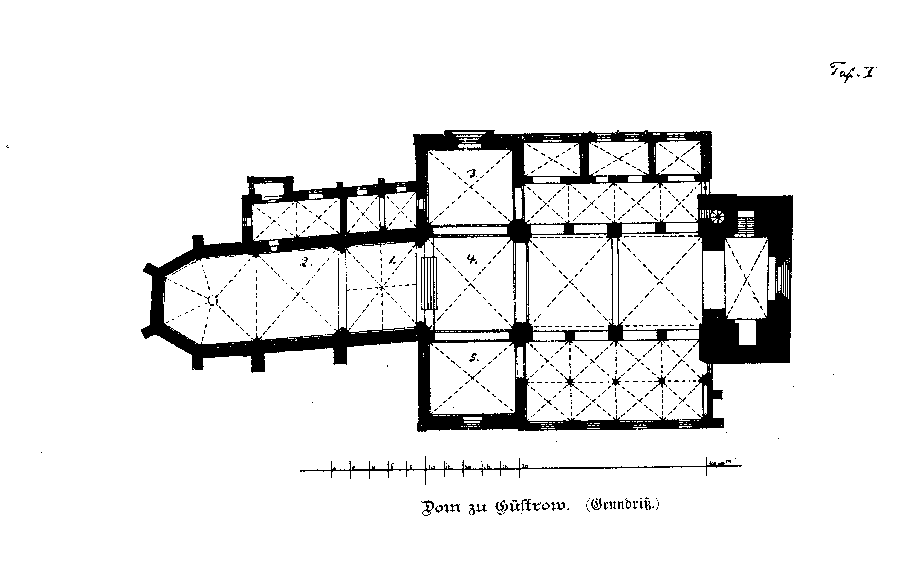
F. E. Kochs Grundriss des Doms zu Güstrow
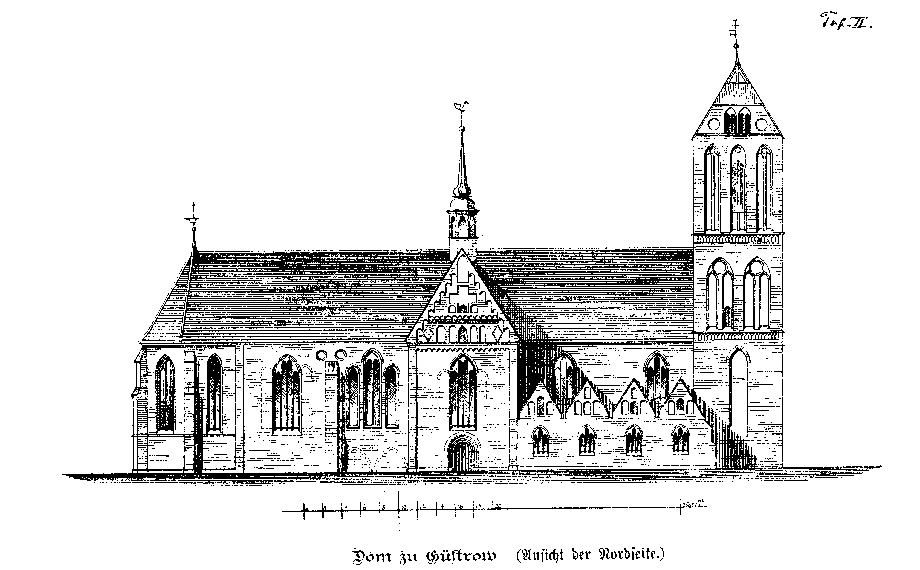
Kochs Ansicht der Nordseite des Güstrower Doms